# Buford D. Lary

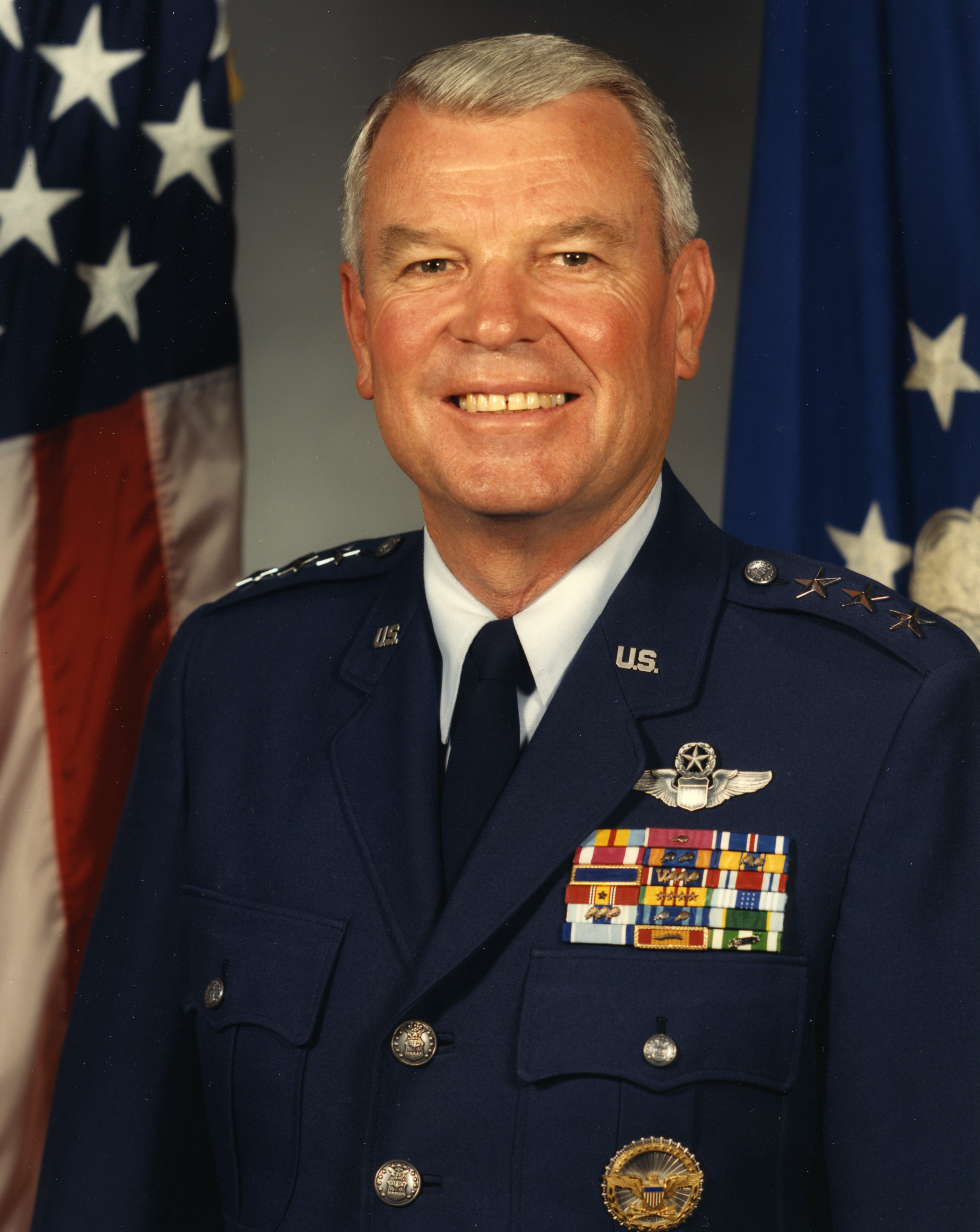
Buford D. Lary

Buford Derald Lary (* 1933 in Gatesville, Coryell County, Texas) ist ein pensionierter Generalleutnant der United States Air Force. Er war unter anderem Kommandeur der 1. Luftflotte und Generalinspekteur der Air Force.

## Leben
Über das ROTC-Programm der Baylor University gelangte er im Mai 1954 in das Offizierskorps der United States Air Force. Dort durchlief er anschließend alle Offiziersränge vom Leutnant bis zum Drei-Sterne-General.
Im Lauf seiner militärischen Karriere absolvierte er verschiedene Kurse und Schulungen. Dazu gehörten unter anderem eine Ausbildung zum Kampfpiloten und weitere Fortbildungskurse als Pilot neuer Flugzeugtypen; die Squadron Officer School auf der Maxwell Air Force Base in Alabama; das Air Command and Staff College, ebenfalls auf der Maxwell AFB, und das Royal College of Defence Studies in London in England. Außerdem erhielt er einen akademischen Grad von der University of Oklahoma.
In seinen frühen Jahren als Offizier der Luftwaffe war er an verschiedenen Stützpunkten stationiert. Dabei war er als Pilot, Flugausbilder oder Stabsoffizier bei unterschiedlichen Einheiten tätig. Dazwischen absolvierte er die erwähnten Schulungen. Zwischen Oktober 1955 und Oktober 1957 war er auf der Itazuke Air Base in Japan stationiert. Nach zwischenzeitlich anderen Verwendungen wurde Burfford Lary ab Dezember 1967 im Vietnamkrieg eingesetzt. Dabei war er auf der Tan Son Nhut Air Base in Südvietnam stationiert. Dort war er Pilot bei der 16. Aufklärungsschwadron (16th Tactical Reconnaissance Squadron) wo er 151 Kampfeinsätze flog.
Nach seiner Rückkehr in die Vereinigten Staaten setzte er seine Offizierslaufbahn an verschiedenen Standorten und bei unterschiedlichen Einheiten und Funktionen fort. Unter anderem war er Stabsoffizier im Hauptquartier der Air Force. Im Dezember 1974 wurde er auf die Royal Air Force Base Alconbury in England versetzt. Dort leitete er bis zum Oktober 1975 die Stabsabteilung für Resource Management beim 10. Aufklärungsgeschwader (10th Tactical Reconnaissance Wing). Es folgte eine Versetzung zur Zweibrücken Air Base in Deutschland. Beim dort stationierten 26. Aufklärungsgeschwader leitete er bis zum Juni 1976 die Stabsabteilung für Operationen, anschließend wurde er stellvertretender Kommandeur dieses Geschwaders. Diese Aufgabe erfüllte er bis zum März 1977.
Anschließend kehrte er zur RAF-Base in Alconury zurück, wo er im März 1977 das Kommando über das 10. Aufklärungsgeschwader übernahm, das er bis zum März 1979 innehatte. Es folgte eine Versetzung zur Royal Air Force Base Lakenheat, ebenfalls in England. Dort kommandierte er bis zum Juni 1980 das 48. Kampfgeschwader (48th Tactical Fighter Wing). Seine nächste Mission führte ihn zur Ramstein Air Base in Deutschland. Zwischen Juni 1980 und April 1981 gehörte er dort der Stabsabteilung für Operationen und Nachrichtendienste im Hauptquartier der United States Air Forces in Europe an. Nach seiner Rückkehr wurde Buford Lary zunächst Stabsoffizier im Hauptquartier der Air Force. Ab Juni 1982 bis zum Juli 1985 gehörte er dem Stab des Verteidigungsministeriums an. Danach wurde er zum Stab des Tactical Air Commands auf die Langley Air Force Base in Virginia versetzt. Bis zum Dezember war er dort als deputy commander for air defense Leiter der Stabsabteilung für Luftverteidigung.
Am 6. Dezember 1985 erhielt Buford Lary auf der Langley AFB das Kommando über die gerade wieder aktivierte 1. Luftflotte. Gleichzeitig kommandierte er auch das dortige regionale Kontrollzentrum des North American Aerospace Defense Command  (NORAD). Diese Aufgaben erfüllte er bis zum 10. Juli 1987, als er von Jimmie V. Adams abgelöst wurde. Als Nächstes wurde Lary zum Generalinspekteur der Air Force (Inspector General of the Department of the Air Force) ernannt. Dieses Amt hatte er bis zu seiner Pensionierung im Jahr 1989 inne. Ab dem 1. August 1987 bekleidete er den Rang eines Drei-Sterne-Generals.
Während seiner aktiven Zeit als Militärpilot absolvierte er über 4000 Flugstunden auf verschiedenen Flugzeugtypen.

## Orden und Auszeichnungen
Buford Lary erhielt im Lauf seiner militärischen Laufbahn unter anderem folgende Auszeichnungen:
- Defense Distinguished Service Medal
- Legion of Merit
- Distinguished Flying Cross
- Air Medal
- Meritorious Service Medal
- Air Force Commendation Medal
- Combat Readiness Medal
- Vietnam Service Medal